# La Rosa de Castilla
La Rosa de Castilla är en ort i Mexiko.   Den ligger i kommunen Arandas och delstaten Jalisco, i den centrala delen av landet, 400 km väster om huvudstaden Mexico City. La Rosa de Castilla ligger 2 185 meter över havet och antalet invånare är 119.
Terrängen runt La Rosa de Castilla är platt åt nordost, men åt sydväst är den kuperad. Runt La Rosa de Castilla är det ganska glesbefolkat, med 38 invånare per kvadratkilometer. Närmaste större samhälle är Arandas, 9,9 km väster om La Rosa de Castilla. I omgivningarna runt La Rosa de Castilla växer huvudsakligen savannskog.